# Марі Дорен-Абер
Марі Дорен-Абер (фр. Marie Dorin-Habert, при народженні Дорен (фр. Dorin), 19 червня 1986, Ліон) — французька біатлоністка, олімпійська чемпіонка та медалістка, багаторазова чемпіонка світу з біатлону, срібна призерка Олімпійських ігор у Ванкувері в естафеті, бронзова — у спринті та багаторазова призерка чемпіонатів світу в естафетах.
У грудні 2013 року Дорен-Абер зазнала важкої травми на тренуванні — підвернула ногу. Підготовка до Олімпіади в Сочі була зібгана. Марі видужала до Олімпіади, але її виступ був очікувано посереднім. На останньому етапі сезону в Голменколлені Дорен-Абер виграла здобула третє місце. Перед тією гонкою вона оголосила, що має пасажира на борту.
У вересні 2014 року Марі народила доньку Адель, а вже в січні 2015 року повернулася в Кубок світу. Повернення стало тріумфальним. На чемпіонаті світу 2015 в Контіолагті Дорен-Абер виграла дві золоті медалі.
На чемпіонаті світу 2016 року в Осло Марі завоювала дукач із максимально можливої кількості медалей — шести, з них трьох золотих, двох срібних й однієї бронзової. За словами самої спортсменки: «Можна відкривати магазин».
Золоту медаль олімпійської чемпіонки Дорен-Абер здобула на Пхьончханській олімпіаді 2018 року в змішаній естафеті. Там же вона виборола свою четверту олімпійську медаль — бронзу в жіночій естафеті. Після Олімпіади Марі оголосила, що цей сезон буде для неї останнім.

## Зимові Олімпійські ігри
|                                             | Одиночні змагання | Одиночні змагання | Одиночні змагання | Одиночні змагання | Естафети       | Естафети |
| Спринт                                      | Переслідування    | Інд. гонка        | Масстарт          | Естафета          | Зміш. Естафета |          |
| ------------------------------------------- | ----------------- | ----------------- | ----------------- | ----------------- | -------------- | -------- |
| Зимові Олімпійські ігри 2010 Канада         | 3                 | 16                | 50                | 15                | 2              |          |
| Зимові Олімпійські ігри 2014 Росія          | 20                | 14                | 39                | –                 | DNF            | 6        |
| Зимові Олімпійські ігри 2018 Південна Корея | 4                 | 27                | –                 | 9                 | 3              | 1        |

## Виступи на Чемпіонатах світу
| Рік  | Місце проведення     | Інд | Спр | Пр | МС | Ест | ЗМ |
| 2009 | Пхьончхан            | 33  | 42  | 18 | —  | 3   | —  |
| 2011 | Ханти-Мансійськ      | 6   | 8   | 15 | 8  | 2   | 3  |
| 2012 | Рупольдинг           | 4   | 9   | 9  | 6  | 2   | 11 |
| 2013 | Нове Место-на-Мораві | 9   | 18  | 16 | 9  | 6   | 2  |
| 2015 | Контіолахті          | —   | 1   | 1  | 8  | 2   | 2  |
| 2016 | Гольменколлен        | 1   | 2   | 3  | 1  | 2   | 1  |

## Статистика
У таблиці наведено статистику виступів біатлоніста в Кубку світу.
- Місця 1–3: кількість подіумів
- Чільна 10: кількість фінішів у першій десятці
- В очках: кількість виступів, на яких біатлоніст здобував очки
- Старти: кількість стартів

| Місця                        | Індивід. | Спринт | Персьют | Мас-старт | Естафета | Разом |
| ---------------------------- | -------- | ------ | ------- | --------- | -------- | ----- |
| 1                            | 1        | 3      | 2       | 1         | 7        | 14    |
| 2                            | 1        | 1      | 5       | 3         | 15       | 25    |
| 3                            |          | 3      | 6       | 2         | 12       | 23    |
| Чільна 10                    | 10       | 35     | 30      | 22        | 46       | 143   |
| В очках                      | 21       | 76     | 64      | 38        | 49       | 248   |
| Стартів                      | 28       | 92     | 65      | 38        | 49       | 272   |
| Станом на: на кінець кар'єри |          |        |         |           |          |       |